# Huis van Raadsleden
Het Huis van Raadsleden of Huis van Raadgevers (Arabisch: ﻣﺠﻠﺲ ﺍﻟﻤﺴﺘﺸﺎﺭﻳﻦ, Majlis al-Moustacharine; Berbers: ⴰⵙⵇⵇⵉⵎ ⵏ ⵉⵏⵙⴼⴰⵡⵏ, Asqqim n Insfawn; Frans: Chambre des conseillers) is het hogerhuis van het parlement van Marokko en telt 120 leden die gekozen worden voor een termijn van zes jaar. Tot de grondwetswijziging van 2011 was de termijn negen jaar.
Het Huis van Raadsleden ontstond in 1962, maar werd in 1965 afgeschaft. In 1996 besloot de koning tot de herinvoering van het Huis van Raadsleden op corporatistische grondslag.
Voorzitter van het Huis van Raadsleden is sinds 2015 Hakim Benchamach (PAM).
Het lagerhuis van Marokko is het Huis van Afgevaardigden.

## Samenstelling
De leden worden getrapt gekozen: 72 leden worden gekozen door regionale organen en vertegenwoordigen de verschillende administratieve gebieden van het land; de overige leden worden gekozen door kiescolleges van werkgevers- en werknemersorganisaties, organisaties van boeren, vissers en ambachtslieden.

## Zetelverdeling

Zetelverdeling na de verkiezingen van 2015